# Dansk Skuespillerforbund's Sommer- og Helaars Rekreationshjem
Dansk Skuespillerforbund's Sommer- og Helaars Rekreationshjem er en dansk dokumentarfilm fra 1947.

## Handling
Formand for Dansk Skuespillerforbund Olaf Fønss fortæller om arbejdet med at etablere Skuespillerforbundets to rekreationshjem beliggende ved Marielyst på Falster. Sommerrekreationshjemmet blev bygget i 1938-39 på en grund skænket af skuespiller Henrik Malberg og består af fem sommerhuse og et fælleshus. I 1944 fulgte helårshuset, som fik navnet 'Thalia'. Her finder man mindeværelser for Martinius Nielsen, Bodil Ipsen, Poul Reumert, Vilhelm Herold, Valdemar Psilander og Asta Nielsen, samt en stor pejsestue smykket med kunst skænket af kendte danske billedkunstnere. Begge huse er tegnet af arkitekt Ivar Bentsen (1876-1943). I sommeren 1947 afsløres i haven en stor statue af Fru Thalia udført af billedhugger Harald Isenstein.

## Medvirkende
- Olaf Fønss
- Henrik Malberg
- Asta Nielsen
- Harald Isenstein